# لوسیانو برونو
لوسیانو برونو (انگلیسی: Luciano Bruno؛ زادهٔ ۲۳ مهٔ ۱۹۶۳) بوکسور اهل ایتالیا است.